# NGC 4598
NGC 4598 é uma galáxia lenticular (SB0) localizada na direcção da constelação de Virgo. Possui uma declinação de +08° 23' 00" e uma ascensão recta de 12 horas, 40 minutos e 11,9 segundos.
A galáxia NGC 4598 foi descoberta em 15 de Abril de 1784 por William Herschel.